# Renässansens litteratur
Renässansens litteratur betecknar litteraturen under en epok i västerlandets litteraturhistoria. Tidsramarna för epoken varierar kraftigt bland olika forskare, med början satt till mellan 1100- och 1200-talen, och dess slut under mitten av 1700-talet. Renässansen föregås av medeltiden och mynnar ut i barocken.
Dante Alighieri brukar betraktas som övergången mellan medeltid och renässans, men brukar räknas till medeltiden. Landsmännen Petrarca och Giovanni Boccaccio räknas omväxlande av olika forskare till medeltiden och renässansen. Ibland räknas humanismen som en konkurrerande strömning, ibland som kärnan av renässansen. Traditionellt brukar Florens ses som renässansens moder.
Renässansens litteratur kännetecknas av synkretism mellan kristna och antika symboler, och av att berättelserna ofta utspelas i herdemiljöer och vid hov. Borgarklassen fick bättre ekonomi och gillena i städerna finansierade till exempel teateruppsättningar. En folkkultur uppstod med boktryckarkonsten, då "folkböcker" (populärromaner) spreds i breda lager. Folkspråk blev de vanliga språken för nyskriven litteratur och för översättningar. 
Herdediktningen blomstrar från och med utgivningen av Jacopo Sannazaros roman Arcadia 1483, med många efterbildare. Nationalepos i en strävan att efterlikna Homeros och Vergilius, skrevs av nationalistiska skäl av bland andra portugisen Luis Camões, engelsmannen Edmund Spenser, och från fransmannen Ronsard finns fragment av ett sådant. Riddareposet från medeltiden var fortfarande en populär genre, med författare som Matteo Boiardo, Ludovico Ariosto, och i första rummet Torquato Tasso. 
Eposet får från och med epoken en konkurrent i prosan som skönlitterär form. Novellen och romanen uppstår under epoken, med Miguel Cervantes Don Quijote , François Rabelais Pantagruel och Giovanni Boccaccios noveller.

## Drama
Dramat blir profant och får ett liv utanför kyrkan. Commedia dell'Arte uppstår under epoken. Det spanska dramat upplevde en guldålder, med bland andra Lope de Vega. I England verkade William Shakespeare och Christopher Marlowe under epoken. I Italien började dramerna innehålla musik med narrativ funktion, innan operan slutligen uppstod. I denna övergång mellan drama och opera finns Angelo Polizianos Orfeo från 1470. Librettister när operan skapades är Ottavio Rinuccini, Gabrielo Chiabrera, Alessandro Striggio, och Nicolò Minato. 

## Lyrik
Lyriken är påverkad av Petrarca och antikens lyrik, med företrädare som gruppen La Pléiade i Lyon, Pierre de Ronsard, Gaspara Stampa, och Pietro Bembo. Lyriken ägnade sig i stor utsträckning åt frågor om när den andliga och den kroppsliga kärleken var oförenliga. Philip Sydney skrev den första engelska sonettsamlingen. Den andliga lyriken har företrädare som Johannes av Korset, Teresa av Ávila och Luis de León, som kom att bilda en skola för den kristna mystiken.

## Sakprosa
För sakprosans vidkommande skrevs många verk om staten, människans roll i världen, hovliv och estetik, av till exempel Niccolo Machiavelli, Baldassare Castiglione, Pietro Aretino, och Pico della Mirandola. Bland de framstående humanisterna bör framhållas Erasmus av Rotterdam, Thomas More och Michel de Montaigne. Essän som genre för sakprosa uppstod.

## Kvinnliga författare
Från medeltiden finns flera kvinnliga författare, men kvinnans position försämrades under renässansen varigenom det är tunnsått med kvinnor från denna del av litteraturhistorien. Teresa av Ávila, Gaspara Stampa, Veronica Franco, Isabella di Morra och Vittoria Colonna kommer från epoken. Genom epokens fokus vid den kroppsliga kärleken blev dock den älskade kvinnan ett centralt motiv för renässansens litteratur.